# Cetcápa
A cetcápa (Rhincodon typus) a porcos halak (Chondrichthyes) osztályának rablócápa-alakúak (Orectolobiformes) rendjébe, ezen belül a monogenerikus cetcápafélék (Rhincodontidae) családjába tartozó faj. Az állat nemének, azaz a Rhincodonnak az egyetlen faja, továbbá az egyetlen életben maradt képviselője a cetcápaféléknek (Rhincodontidae) (1984 előtt e két taxont Rhiniodon-ként, illetve Rhinodontidae-ként írták). Egyéb magyar elnevezései: érdescápa, rablócápa, érdes cetcápa vagy bálnacápa.
Körülbelül 28,4 millió éve, a késő oligocén korszakban jelent meg.
Ez a legnagyobb méretű élő cápafaj, akkora körülbelül, mint egy csuklós busz, az emlősökön kívül a legnagyobb gerinces állat.
Lassan, nyugodtan mozog, táplálékul apró állatokat szűr ki a vízből. A szája a testéhez mérten nagy, melyet vízkiszűrésre használ, fő táplálékai a planktonok. Manapság csak három vízkiszűrő cápafaj ismert, a cetcápa mellett ilyen még az óriáscápa (Cetorhinus maximus) és az óriásszájú cápa (Megachasma pelagios). E három cápafaj nem veszélyes az emberre. A cetcápa majdnem állandó kísérője a kalauzhal (Naucrates ductor), és egyes Remora-fajok, melyekkel szimbióta kapcsolatban él.
A cetcápa a trópusi óceánok nyílt vizeit részesíti előnyben. Ritkán található meg 22 °C-nál hűvösebb vízben. Egy kutatás és becslés szerint élettartama akár 70 év is lehet, ez azonban nehezen bizonyítható.
A tudomány először 1828 áprilisában szerzett tudomást erről a porcos halról, amikor a dél-afrikai Tábla-öbölben (Table Bay) megszigonyoztak egy 4,6 méteres példányt. Andrew Smith skót katonai tábori sebész – aki akkortájt Fokvárosban szolgált az ott állomásozó brit hadsereg tagjaként – a következő évben leírta az újonnan felfedezett állatot. A cápa nevében a „cet” az állat méreteire akar utalni, hiszen van akkora, mint jó néhány cetfaj, továbbá ugyanúgy táplálkozik, mint a cetek egy csoportja, a sziláscetek.

## Előfordulása
Ez a porcos hal a Föld összes trópusi és mérsékelt övi, melegebb vizű tengerében fellelhető. Elsősorban nyílt vízi halfaj. Nemigen úszik túl mélyre, bár megfigyelték már 1800 méteres mélységben is. Táplálkozási célból évszakonként összegyűlnek példányaik, és ilyenkor partközelben is előfordulnak. Az ilyen helyek a következők: Dél-Afrika déli és keleti partjai, az Atlanti-óceánban levő Szent Ilona-sziget, a Dzsibuti melletti Tadjoura-öböl, a belizei Gladden Spit, a nyugat-ausztráliai Ningaloo-zátony, az indiai Laksadíva, Kutch-öböl, Saurashtra és Gudzsarát, a hondurasi Útila, a fülöp-szigeteki Dél-Leyte, Donsol, Pasacao és Batangas, a yucatáni Isla Mujeres és Isla Holbox, a kaliforniai-félszigeti Bahía de Los Ángeles, az indonéziai Ujung Kulon Nemzeti Park, a Pápua Új-Guinea-i Cenderawasih Bay Nemzeti Park, a madagaszkári Nosy Be, a mozambiki Off Tofo-zátony Inhambane mellett, a tanzániai Mafia-, Pemba-, Zanzibár-szigetek, az ománi-öböli Ad Dimaniyat-szigetek, az arab-tengeri Al Hallaniyat-szigetek, és nagyon ritkán az izraeli Eilatnál és a jordániai Akabánál. Habár általában a nyílt vizeken tartózkodik, időnként a cetcápa megfigyelhető a partok közelében, a lagúnákban, az atolloknál és a folyótorkolatok közelében. Előfordulási területe általában a 30° szélességi körök közé korlátozódik. Az átlagos mélység, melyre lemerül, 1286 méter. Vándorló életmódot folytat. 2012. február 7-én a pakisztáni Karacsitól 150 kilométerre, egy 11-12 méteres és 15 tonnásra becsült példányt figyeltek meg.
2011-ben Yucatán partjainál több mint 400 cetcápa gyűlt össze; eddig ez volt a legnagyobb megfigyelt csoport a fajból. Ezen a helyen rendszeresek az évszakonkénti gyülekezések. Az ilyen jelenségek főleg május és szeptember között figyelhetőek meg. Az ehhez kapcsolódó ökoturisztikai tevékenységek hamar túlnőtték az ottani lehetőségeket, hiszen nehéz összhangba hozni és a jól fizető érdeklődőknek megmutatni ezt a csodálatos természeti jelenséget úgy, hogy közben ne zavarják meg a cápákat.

## Megjelenése

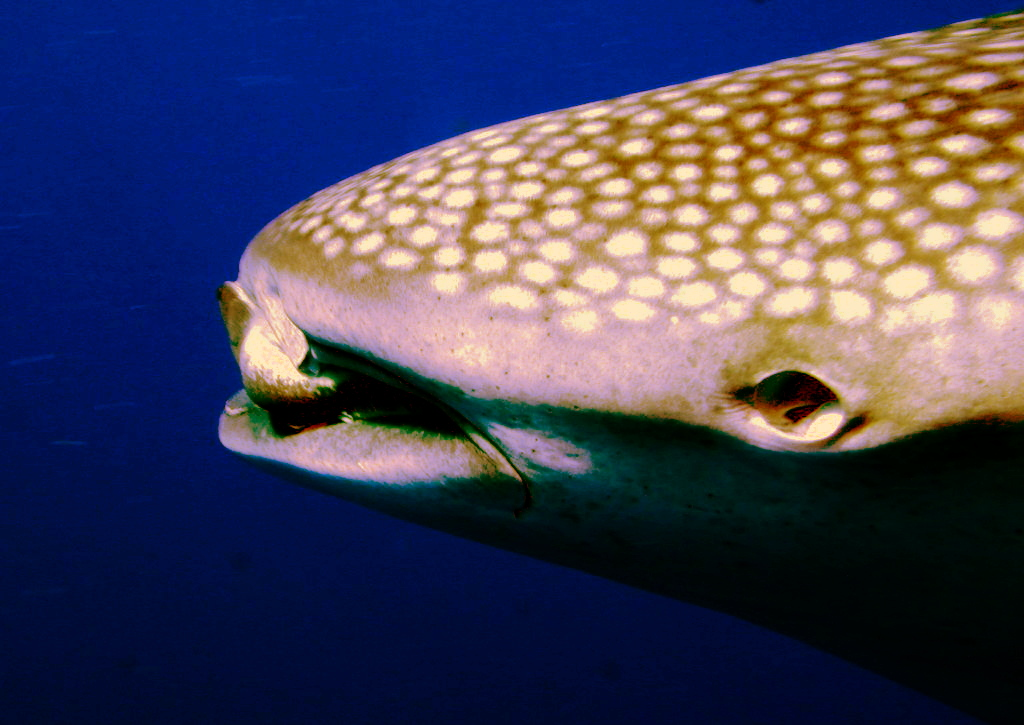
Portré

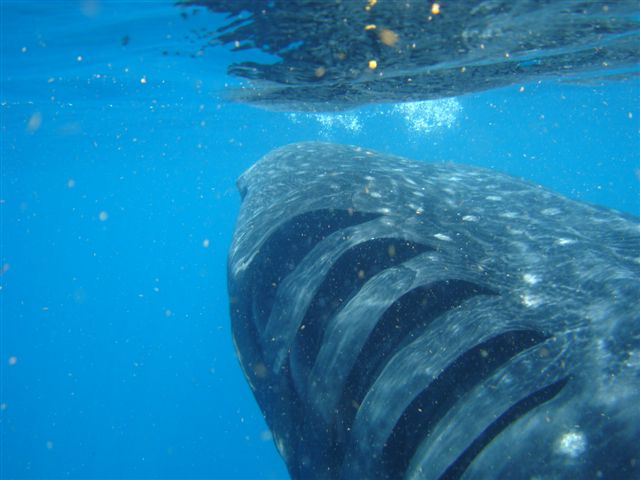
A cetcápa kopoltyúi

A szájának szélessége 1,5 méter; ebben 300–350 sor apró fogacska és tíz szűrőlap ül. Öt pár, nagyméretű kopoltyúja van. A feje széles és lapított. Kisméretű szemei kissé oldalt ülnek, azonban előre is tud nézni. A háti részének alapszíne szürke, a hasi része fehér. A háti részen világossárga foltok és csíkozások láthatók, melyek egyedenként változóak. E cápa mindkét oldalán három-három jól látható kiemelkedés van. Bőre akár 10 centiméter vastag is lehet. Két hátúszója és két melluszonya van. Fiatal példány esetében a farokúszó felső nyúlványa jóval nagyobb, mint az alsó nyúlvány, míg a felnőttnél a két nyúlvány majdnem egyenlővé válik, félholdalakot, úgynevezett holdsarlót kölcsönözve a farokúszónak. A cetcápánál a szaglónyílások mindjárt a szemek mögött találhatók.
A cetcápa a legnagyobb jelenleg élő halfaj, továbbá a legnagyobb állat, amely nem cetféle. Átlagosan mintegy 9,8 méter hosszú és 9 tonna tömegű, de előfordulnak ennél nagyobb példányok is. A tudományos hitelességgel megmért legnagyobb cetcápa 18,8 méter hosszú, ebből a testhossza 15 méter volt, a farkát pedig 3,8 méter hosszúra becsülték; ezt a példányt 2001-ben az Arab-tengerben fogták. 1868-ban Edward Percival Wright ír természettudós szert tett néhány kisebb cetcápa példányra, amelyeket a Seychelle-szigeteknél fogtak ki; azonban Wright azt állítja, hogy 15, illetve 21 méteres példányokat is megfigyelt.
Egyes beszámolók ennél is hosszabb példányokról szólnak, létezésüket azonban tudományosan még nem igazolták.
Egy 1925. évi kiadványban Hugh McCormick Smith amerikai halbiológus egy óriás halat írt le, melyet 1919-ben Thaiföldön bambuszból készült halcsapda segítségével fogtak ki. A cápa túl nehéz volt ahhoz, hogy a partra vonszolják, azonban Smith 17 méteresre és körülbelül 37 tonnásra becsülte. Az utóbbi években ezeket az adatokat tovább túlozták, így a hal 18 méteres és 43 tonnás lett. 1994-ben, a Kínai Köztársaság déli részén levő Tajnan-megye tengervízéből állítólag egy 35,8 tonnás cetcápát fogtak ki. Egy beszámoló szerint egy 1995-ben a Ratnagiri partnál talált példány 20,75 méter hosszú volt. Nem hiteles beszámolók szerint 23 méteres és 100 tonnás cetcápák is kerültek már halászhálókba. Állítólag 1934-ben, a Dél-Csendes-óceánban egy Maurguani nevű hajó nekiütközött egy cetcápának; az állat ráragadt a hajóorra úgy, hogy az egyik felén 4,6 méter, míg a másik felén 12,2 méter volt a cápa testhosszából. Az efféle „halászmesék” hitelessége megkérdőjelezhető.

## Táplálkozása

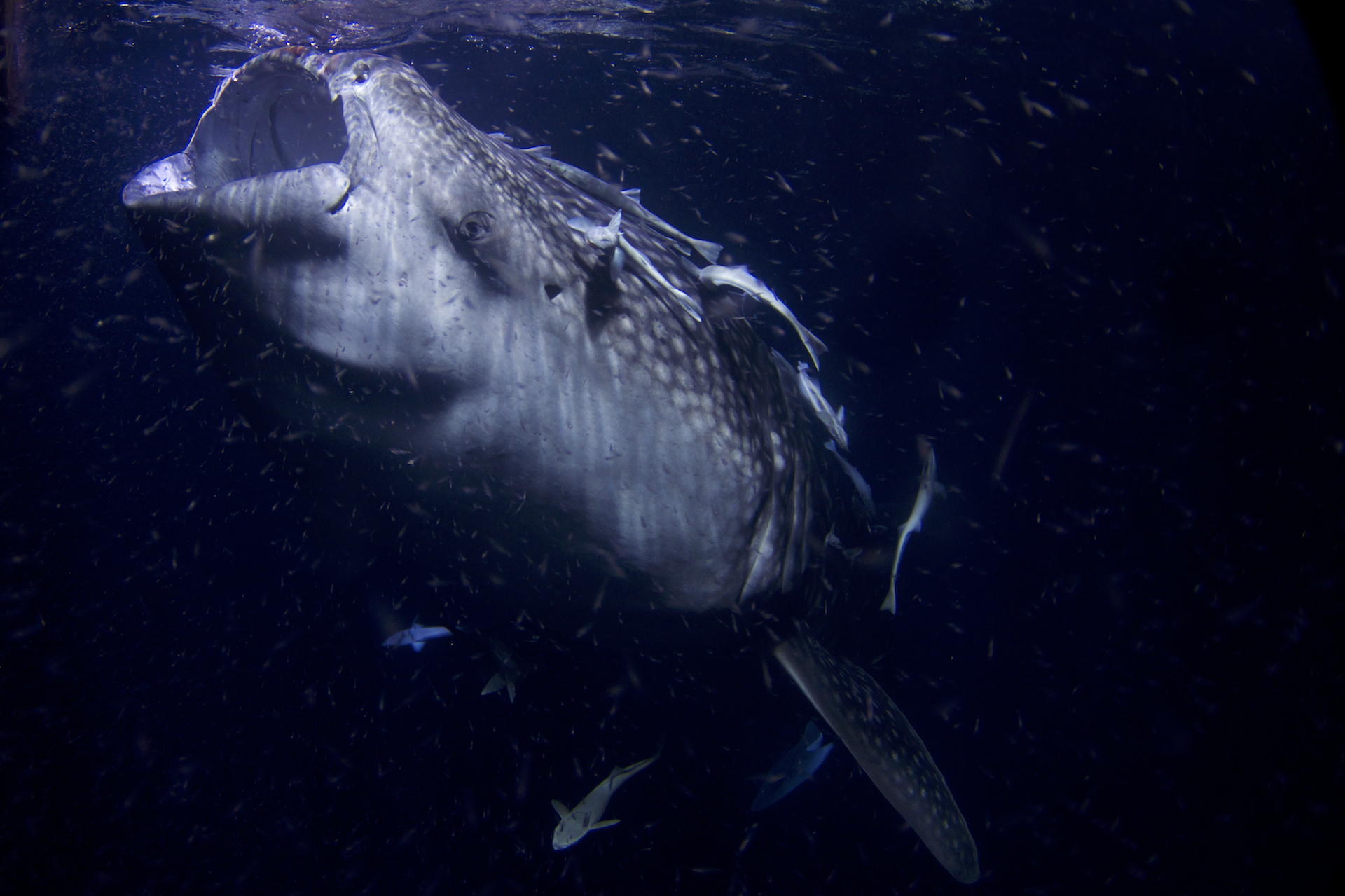
Egy 9,1 méteres, szűrőtáplálkozást folytató példány a Maldív-szigeteken

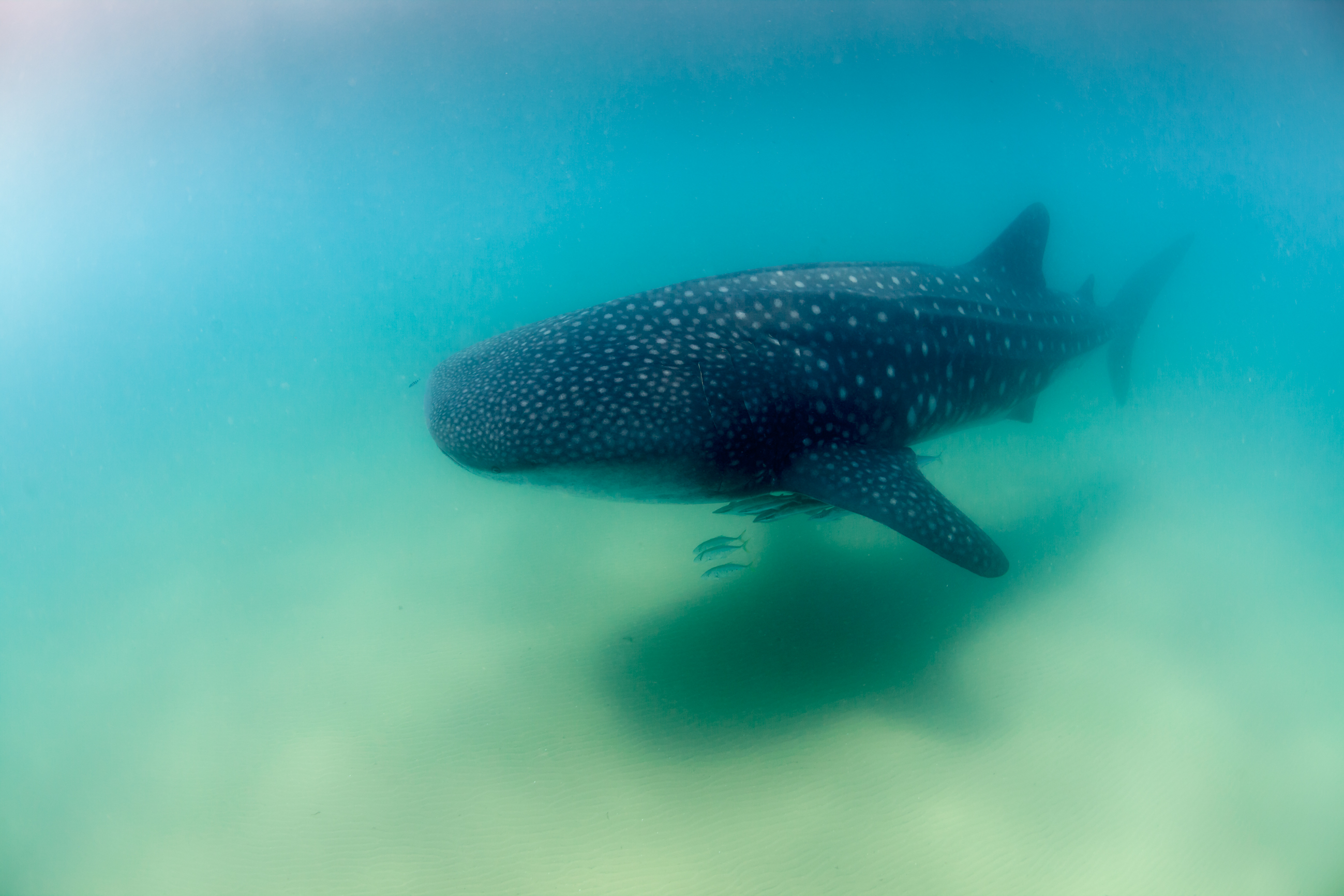
Bálnacápa sekély vízben

A legnagyobb testű hal, de mérete ellenére mégsem húsevő: a vízből szűri ki az állati planktont. Ez a planktoni táplálék evezőlábú rákokból (Copepoda), krillből (Euphausiacea), halikrából, vörös rákok (Gecarcoidea natalis), valamint medúzák (Medusozoa) lárváiból és rajokba tömörülő, kisméretű kalmárokból (Teuthida), illetve csontos halakból (Osteichthyes) (szardíniák, szardellák, makrélák és kis tonhalak) tevődik össze. Évszakonként felkeresi azokat a helyeket, ahol a csontos halak és korallok (Anthozoa) tömegesen ívnak. Az a sok maradvány fogsora nem játszik semmiféle szerepet táplálkozás közben. Maga a táplálkozási folyamat kétféle lehet; az egyikben a cápa úszik neki a táplálékmasszának, míg a másikban addig szívja és szűri a vizet, amíg a táplálék hozzá nem sodródik. Az állat kitátja a száját, amelyen keresztül befolyik a víz, tele milliónyi apró élőlénnyel. A plankton a szájában marad, a víz pedig a kopoltyúnyílásain keresztül távozik, a planktont a fentebb említett szűrőlapok fogják ki. Ezek a fekete színű, szitaszerű képződmények valószínűleg a porcos hal egyes kopoltyúszálaiból fejlődtek ki. A cetcápa az úgynevezett kereszt-átfolyásos módszerrel szűri át a vizet; vagyis a beszívott víz majdnem párhuzamosan halad a szűrőlapok felszínével, nem pedig merőlegesen; ilyenformán a szerves részek nem gyűlnek fel e képződményeken, hanem a torok felé haladnak. Ez egy nagyon gazdaságos szűrési módszer, ami megakadályozza azt, hogy egy nagy darab táplálék megsértse a szűrőlapokat. Ha a szűrőlapokra mégis felgyülemlik a táplálék, akkor a cetcápa egyszerűen „kiköhögi” azt, mint amint azt már megfigyelték a kutatók. Táplálkozási és szaporodási célból a cetcápa hosszú vándorutakat tesz meg.
A cetcápa aktív vadász is egyben, mert megy a tápláléka után. A kisebb hal- és egyéb állatrajokat megkeresi és nekikúszik, közben állandóan nyitja-csukja a száját; ezzel ellentétben a másik nagy szűrő cápa, az óriáscápa mindig nyitva tartja a száját és a táplálékának mindig nekiúszik. A cetcápa ezzel szemben egy helyben is képes táplálkozni, úgy, hogy magához szivattyúzza a táplálékát. Ez utóbbi módszert főleg akkor alkalmazza, amikor a tápláléka nem ül rajokban, hanem nagyobb területen szét van szóródva.
Becslések szerint egy fiatal egyed naponta 21 kilogrammnyi planktont fogyaszt.
A BBC brit közszolgálati műsorszolgáltató egyik dokumentumfilmjében, a Bolygónk, a Föld (Planet Earth) címűben, lefilmeztek egy cetcápát, amint halrajra támad. Ugyanabban a dokumentumfilmben egy cetcápa pontosan akkor érkezett meg egy helyre, ahol éppen egy csomó csontos hal ívott, így a hatalmas porcos hal a nagy ivarsejtfelhőben úszva táplálkozott.
|  |  |  |  |  |

## Szaporodása
A cetcápa szaporodásáról szinte semmit sem tudunk; eddig még nem sikerült megfigyelni sem a párosodását, sem az ellését.
1996 júliusában kifogtak egy nőstény példányt, melyben 300 kis cetcápa volt; ez bizonyíték arra, hogy ez a cápa ál-elevenszülő, vagyis kölykei az anyaállat testében kelnek ki. Az eleven kölykök világra jöttükkor körülbelül 40–60 centiméter hosszúak. Bizonyítékok szerint a nőstény nem hozza világra egyszerre az összes kicsinyét, hanem hosszú távon keresztül – a testében tárolt ondóval – időnként megtermékenyít néhány petesejtet. Az ivarérettséget körülbelül 30 évesen éri el; a feltételezett élettartama 70-100 év között lehet.
2009. március 7-én a fülöp-szigeteki tengerbiológusok megtalálták az eddig észrevett legkisebb cetcápa példányt. A fiatal cápa csak 38 centiméteres volt. A kis állatot a sorsogoni Pilar mellett találták meg, ahol a farkától egy karóhoz volt kötözve; a kutatók szabadon engedték. E felfedezésnek köszönhetően a halbiológusok szerint a Fülöp-szigetek térsége többé nemcsak táplálkozóhelye e porcos halnak, hanem ellőhelye is. Az atlanti-óceáni Szent Ilona-sziget környékén egyaránt észrevettek vemhes nőstényt és fiatal cetcápát is. E sziget körül főleg nyáron számos cetcápa gyűlik össze.

## A cetcápa és az ember

### A búvárokkal szemben tanúsított viselkedése

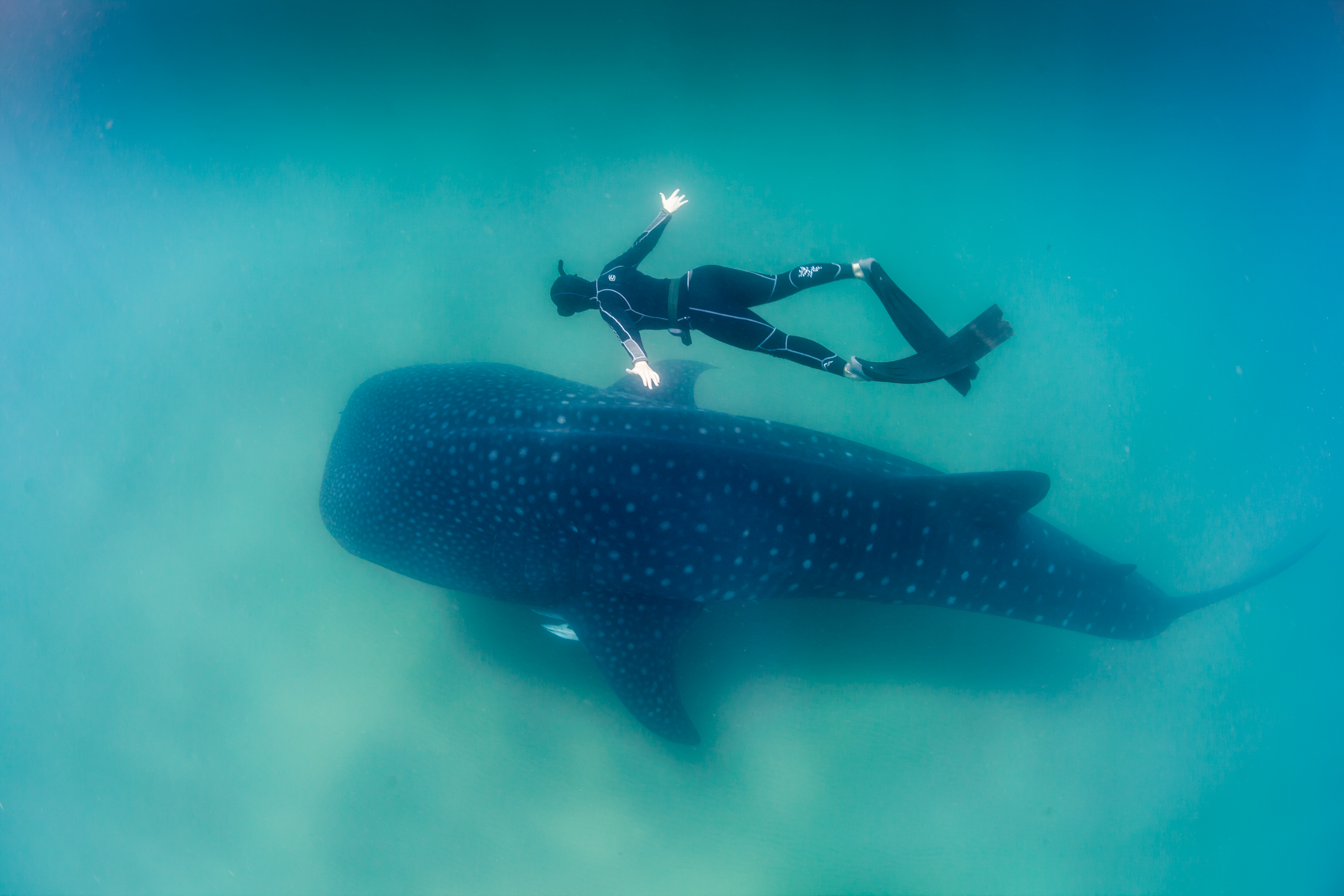
Itt látszik az emberhez viszonyított mérete

Bár hatalmas méretű ez a cápafaj, de nem jelent komolyabb veszélyt az emberre. A cetcápa nagyon nyugodt természetű, néha még azt is hagyja, hogy a búvárok rácsimpaszkodva vitessék magukat; bár ezt a szokást a kutatók és állatvédők erősen ellenzik, mivel megzavarja az állat viselkedését. A fiatal példány a felnőttnél is békésebb, olykor szívesen játszik a búvárral. Fiona Ayerst vízalatti fényképész többször is lefényképezte az embereket és a cetcápákat egymás mellett úszva, anélkül, hogy a porcos hal veszélyt jelentett volna az ember számára.
A Föld több pontján is lehet úszni eme óriásokkal; ilyen helyek a következők: a hondurasi Bay-szigetek, Thaiföld, a Fülöp-szigetek, a Maldív-szigetekhez tartozó Maamingili-atoll, a Vörös-tenger, a nyugat-ausztráliai Ningaloo-zátony, a Kínai Köztársaság, a panamai Coiba-sziget, Belize, a mozambiki Off Tofo-zátony, a Dél-afrikai Köztársasághoz tartozó iSimangaliso Wetland Park, a Galápagos-szigetek, Szent Ilona-sziget, Isla Mujeres a Karib-térségben, a mexikói Bahía de Los Ángeles és La Paz, a Seychelle-szigetek, Malajzia, India, Srí Lanka, Omán, az Egyesült Arab Emírségekhez tartozó Fudzsejra és Puerto Rico. A fiatal cetcápák Afrika szarvánál, főleg Dzsibuti mellett egészen közel mennek a parthoz.

### Fogságban

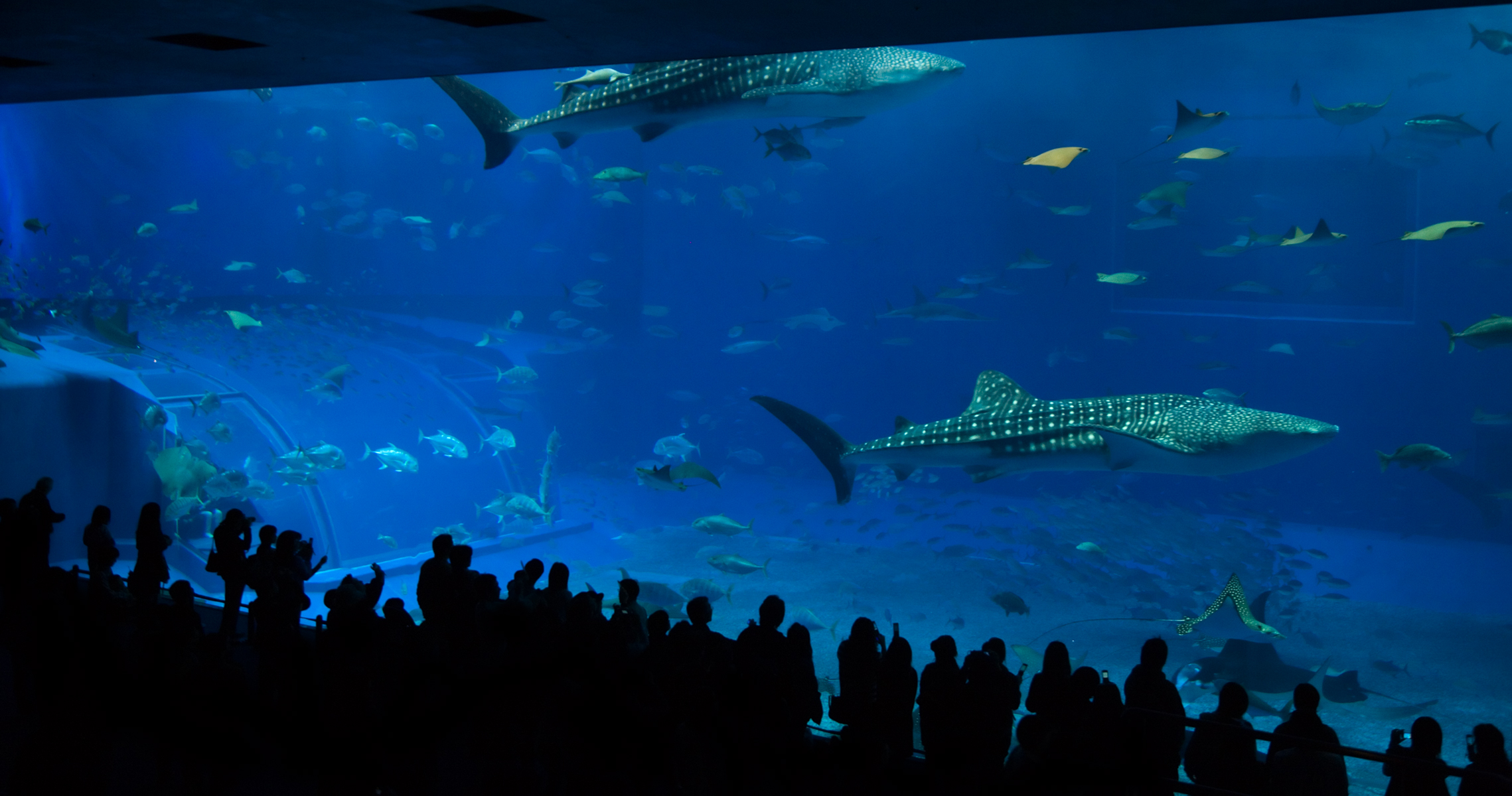
Cetcápák az Okinawa Churaumi Aquariumban

2005-ben az Osaka Aquarium Kaiyukanban két cetcápa volt a fő látványosság; Japánban az Okinawa Churaumi Aquariumban is látható három példány e fajból. Szintén Japánban, a kagosimai Ioworld Aquariumban egy kifejlett hím nézhető meg. A Kínai Köztársaság Kenting Nemzeti Parkjához tartozó Nemzeti Tengerbiológiai Múzeum és Akváriumban is tartanak egy cetcápát. A kínai Yantai Aquariumban öt példány figyelhető meg. Az Atlantai Gerogia Aquariumban négy cetcápa él: két hím, Taroko és Yushan, illetve két nőstény, Alice és Trixie. Ugyanitt élt még két hím, Ralph és Norton, ők azonban 2007. január 11-én, illetve 2007. június 13-án elpusztultak. A két nőstény 2006. június 3-án, míg a két új hím 2007-ben került ide. Az összes atlantai cetcápa a Kínai Köztársaság vizeiből került elő, ahol ezt a cápát tofucápának is nevezik, mivel húsának állaga és íze a tofuéhoz hasonlít. Azóta ezt a haltenyészetet bezárták. A Kínában levő csingtaói Polar Ocean Worldben két cetcápa van. A dubaji Atlantis Hotelben egy cetcápát tartottak, de azt 2010 márciusában szabadon engedték. A Mexikóvárosban lévő Inbursa Aquariumban cetcápa is látható.

### Védelme
Manapság még nincs világszintű pontos becslés a cetcápa állományáról. A Természetvédelmi Világszövetség (IUCN) adatai szerint – melyek a hosszú élettartamát és a késői ivarérettségét veszik számításba –, ez a cápa sebezhető fajnak minősíthető. A cetcápa, hat másik cápafajjal rajta van a bonni egyezmény (Convention on the Conservation of Migratory Species of Wild Animals, CMS) vándorló cápákról szóló határozatának (Memorandum of Understanding on the Conservation of Migratory Sharks) listáján. 1998-ban a Fülöp-szigetekiek betiltották kereskedelmi célú halászatát, árusítását, importálását és exportálását. Ezt a tilalmat követte India 2011 májusában és a Kínai Köztársaság 2007 májusában. Annak ellenére, hogy sebezhető fajnak sorolták a cetcápát, Ázsia egyes részein még mindig halásszák; például a 2007-ben tilalmat beiktató Kínai Köztársaságban és Kínában is. Állományának védelme érdekében 2016 óta ezt a cápafajt átminősítették veszélyeztetett faji státuszra.
2006-ban, a Resorts World Sentosa nevű vállalat bejelentette, hogy tervei vannak cetcápákat hozni a tengeri életet bemutató parkjába. Ezt a tervet hét nagy környezetvédő társaság is ellenezte. 2009-ben a vállalat félretette a tervét, más alternatívák után nézve.
2010-ben a Mexikói-öbölben felrobban a British Petrol Deepwater Horizon nevű mélytengeri fúrótornya, 780 000 köbméter kőolajat bocsátva az öbölbe és a Mississippi folyó deltájába, ezzel az USA történetének egyik legnagyobb környezeti katasztrófáját váltva ki. Körülbelül ebben az időben a Mexikói-öböl északi részén volt megfigyelhető a cetcápa-találkozások egyharmada. A cetcápa főleg a felszín közelében – egyszerre néhány órán keresztül – táplálkozik, pont ott, ahol az olajfolt is volt, emiatt a cápák nem kerülhették el azt. Ennek ellenére egyetlen, kőolajtól elpusztult cetcápáról sem érkezett bejelentés.
A Washingtoni egyezmény (CITES) 2. listáján, azaz veszélyeztetett fajokról szólón rajta van a cetcápa. Ennek alapján 2003-tól szigorúan ellenőrzik a nemzetközi kereskedelmet az élő és az elpusztított cetcápák bármely testrészével.

### Cetcápa a kultúrában
A vietnámi kultúrában a cetcápa istenségnek számít, melyet Cá Ông-nak neveznek; ez magyarul annyit jelent, hogy a „Hal úr”.
A Fülöp-szigeteken butanding-nak és balilan-nak nevezik. A cetcápa rajta van a szigetország 100 peso értékű bankjegyén. A pénz hátoldalán az ország térképe és a Mayon vulkán előterében látható a cetcápa alakja. A törvény szerint a búvárok legalább 120–150 centiméter távolságot kell tartsanak maguk és a cápák között. Az, aki megérinti az óriás állatokat, pénzbírságot és börtönbüntetést kaphat.
Több ország bélyegén szerepel cetcápa: 1980-ban Vietnám, 1993-ban Madagaszkár, 1994-ben a Zöld-foki Köztársaság, 2007-ben Japán, 2009-ben a Fülöp-szigetek, Ecuador és India 2012-ben ismét Japán. 2014-ben az Amerikai Egyesült Államok, 2015-ben pedig Szamoa adott ki bélyeget a fajról.

## Fordítás
- Ez a szócikk részben vagy egészben  a   Whale shark című angol Wikipédia-szócikk ezen változatának fordításán alapul.  Az eredeti cikk szerkesztőit annak laptörténete sorolja fel. Ez a jelzés csupán a megfogalmazás eredetét és a szerzői jogokat jelzi, nem szolgál a cikkben szereplő információk forrásmegjelöléseként.

### A faj tudományos leírásával foglalkozó internetes források
- A taxon adatlapja az ITIS adatbázisában. Integrated Taxonomic Information System. (Hozzáférés: 2017. január 13.)
- Rhincodon typus Smith, 1828 (angol nyelven). WoRMS World Register of Marine Species. (Hozzáférés: 2017. január 13.)
- Rhincodon typus whale shark (angol nyelven). Animal Diversity Web ADW. (Hozzáférés: 2017. január 13.)
- Rhincodon typus Smith, 1828 (angol nyelven). CITES. (Hozzáférés: 2017. január 13.)
- Rhincodon typus (angol nyelven). NCBI Taxonomy browser. (Hozzáférés: 2017. január 13.)
- Whale Shark Rhincodon typus Smith, 1828 (angol nyelven). BioLiB.cz. (Hozzáférés: 2017. január 13.)
- Rhincodon typus Smith, 1828 (cseh nyelven). AQUATAB. (Hozzáférés: 2017. január 13.)
- Rhincodon typus - Whale Shark (angol nyelven). Encyclopedia of Life. (Hozzáférés: 2017. január 13.)